# 苏村镇 (大荔县)
苏村镇，是中华人民共和国陕西省渭南市大荔县下辖的一个乡镇级行政单位。

## 行政区划
苏村镇下辖以下地区：
洪善村、陈村、三里村、溢渡村、堡子村、苏村、槐园村和沙南村。